# كامبوتشيارو
كامبوتشيارو (بالإيطالية: Campochiaro) هي بلدية تقع في مقاطعة كامبوباسو في منطقة موليز الإيطالية، وتقع على بعد حوالي 20 كيلومترا (12 ميل) جنوب غرب كامبوباسو.
وتقع كامبوشيارو على حدود البلديات التالية: كاستيلو ديل ماتيزي ، كولي دانشيز ، جواردياريجيا ، بيديمونتي ماتيسي ، سان جريجوريو ماتيسي ، سان بولو ماتيزي ، فينشياتورو .